# Mick Docherty
Mick Docherty (Preston, 29 ottobre 1950) è un ex calciatore e allenatore di calcio inglese, di ruolo difensore.

## Biografia
Anche suo padre Tommy è stato un calciatore ed allenatore professionista.

## Carriera

### Giocatore
Ha giocato per tutta la carriera tra la prima e la seconda divisione inglese, disputando complessivamente 106 partite in prima divisione (ed anche 2 partite in Coppa UEFA).

### Allenatore
Ha lavorato per molti anni come vice o preparatore atletico, ricoprendo saltuariamente anche ruoli da allenatore, tra i quali il più significativo è l'incarico ad interim nelle ultime 4 partite della First Division 1980-1981 al Sunderland, nelle quali riuscì ad evitare la retrocessione del club in seconda divisione.

## Palmarès

### Giocatore

#### Competizioni giovanili
- FA Youth Cup: 1

Burnley: 1967-1968

#### Competizioni nazionali
- Campionato inglese di seconda divisione: 1

Burnley: 1972-1973
- Community Shield: 1

Burnley: 1973
- Coppa di Lega inglese: 1

Manchester City: 1975-1976